# Ba (Ljig)
Ba (Servisch cyrillisch: Ба) is een plaats in de Servische gemeente Ljig. De plaats telt 605 inwoners (2002).